# Joan Jeroni Besora
Joan Jeroni Besora, canonge de la seu de Lleida. Va ésser nomenat president de la Generalitat de Catalunya el 22 de juliol de 1656.
Va ser doctor en teologia i un important humanista i bibliòfil lleidatà, deixeble del bisbe Antoni Agustí (1517-1587). Va tenir moltes relacions amb historiadors i estudiosos com Pèire de Marca. Va escriure oratoris i un episcopologi lleidatà.
Des de 1630 havia tingut participació en la política de la diputació formant part d'una Junta de Braços i també en una ambaixada al virrei. Entre 1635 i 1641 va ser visitador del braç eclesiàstic. També va participar en el període de la revolta dels Segadors quan el 1637 va participar en la deliberació per la mobilització militar decretada per Olivares arran de la guerra amb França, i va estar present en una junta extraordinària per tractar sobre la mort de comte de Santa Coloma el 1640.
Quan va ser extret el 1656 acumulava una àmplia experiència en el si de la diputació, però alhora era un home gran i es va dedicar amb poca intensitat al càrrec, cosa que va afavorir una major presència del diputat militar Joan de Grimau i de Vilafranca. En el seu trienni, la preocupació més gran de la Generalitat era acabar la guerra amb França, ja que després de la rendició de Barcelona, els contraatacs francesos eren constants.
Després del seu mandat escrigué en nom de la Generalitat a Joan Josep d'Àustria i a altres personatges protestant per la cessió del Rosselló i part de la Cerdanya a França pel Tractat dels Pirineus. Humanista i bibliòfil, reuní una biblioteca de més de 5.000 volums. Morí i fou sebollit al monestir de Sant Jeroni de la Murtra.
La Biblioteca de Fons Antic de la Universitat de Barcelona conserva més d'un miler d'obres que van formar part de la biblioteca personal de Besora, així com un exemple de les marques de propietat que van identificar els seus llibres al llarg de la seva vida.